# California State University - Channel Islands
De California State University - Channel Islands (CSUCI of CI) is een kleine Amerikaanse openbare universiteit die haar campus heeft in Camarillo (Ventura County). In tegenstelling tot wat de naam doet vermoeden, bevindt de universiteit zich niet op de Californische Kanaaleilanden.
De California State University - Channel Islands werd in 2002 opgericht als de 23e universiteit in het California State University-systeem. Voor 2002 was de 337 hectare grote campus een afdeling van CSU Northridge. De gebouwen in Mission Revival-architectuur werden oorspronkelijk gebruikt door het psychiatrische ziekenhuis Camarillo State Mental Hospital.
Per 2011 had de universiteit in totaal 4179 studenten en 205 academici, waaronder 89 voltijdse. Er worden 53 bachelor- en 3 masterprogramma's aangeboden.